# Толстая перловица
То́лстая или ова́льная перло́вица (лат. Unio crassus) — вид речных двустворчатых моллюсков из рода перловиц.

## Внешний вид и строение
Высота раковины толстой перловицы до 3,6, длина до 7,2 см. Она имеет коротко-яйцевидную форму, раковина толстостенная, её внешняя поверхность гладкая. На раковине видны очень тонкие годичные зоны роста.

## Размножение и развитие
После появления на свет личинки свободно плавают 1—3 дня, затем 4—5 недель паразитируют на жабрах рыб. К размножению приступают только через 3—4 года. Раздельнополый вид. Известен гермафродитизм. Средняя продолжительность жизни 10—15 лет, максимально — 22 года.

## Распространение и места обитания
Распространена по всей Европе, кроме севера. Обитает в реках с прозрачной водой и быстрым течением. С XX века находится под угрозой исчезновения, в связи с ухудшением качества воды, уменьшением среды обитания и поголовья рыбы, на которой могут паразитировать личинки.